# Hanneke van Eijken
Hanneke van Eijken (1981) is een Nederlands dichter en jurist EU-recht.  
Haar debuutbundel Papieren veulens verscheen in 2013. De bundel werd bekroond met de Lucy B. en C.W. van der Hoogt-prijs 2015. Uit het juryrapport van de prijs: 'De gedichten in Papieren veulens zijn zorgvuldig opgebouwd. Hoewel het een debuut betreft, getuigen zij van een opmerkelijke beheersing van het dichterlijk metier.' Daarnaast ontving Van Eijken de Zeeuwse boekenprijs accolade 2013 voor het beste debuut. Papieren veulens werd, bovendien, genomineerd voor de C. Buddingh'-prijs 2014 voor het beste Nederlandstalige poëziedebuut. De jury oordeelde: 'Papieren veulens is een rijk debuut dat een overtuigend geheel vormt. Van Eijkens poëzie kenmerkt zich door de heldere taal en de zuiverheid in syntaxis, waarmee zij knap volle beelden weet te construeren.'
In januari 2018 verscheen haar tweede dichtbundel Kozijnen van krijt. Deze bundel werd omschreven als 'één lange ode aan de kracht van de verbeelding' en 'Poëzie zoals poëzie hoort te zijn, magie voor wie beseft dat er geen tovenaars zijn.' Volgens Trouw is 'deze sterk gecomponeerde bundel (als) een tegengif tegen het idee van maakbaarheid van veiligheid'. In mei 2025 verscheen de bundel Hazenklop bij Uitgeverij Van Oorschot. 
Van Eijken is een van de stadsdichters van het Utrechts Stadsdichtersgilde. Ze is al jaren actief in het literaire veld in Utrecht (onder meer bij het befaamde Poeziecircus), waar ze tal van literaire evenementen organiseerde. Ze is redacteur bij het poezietijdschrift Awater en bij het Nederlands Tijdschrift voor Europees recht.
Van Eijken is hoogleraar Rechtsstaat en democratie in het kader van de Alex Brenninkmeijer wisselleerstoel. In 2014 promoveerde ze op haar proefschrift EU citizenship and the constitutionalisation of the European Union, waarin ze de rol van het Europees burgerschap in het proces van constitutionalisering van de Europese Unie analyseert. Van Eijken is expert op het terrein van burgerschap in de Europese Unie, Europees migratierecht en grondrechtenbescherming.
Hanneke schreef het CrU Poëzieweekgeschenk 2021, een bundel kinderpoëzie met de titel 'Waar slaap van gemaakt is'. 

## Prijzen
- 2012 Jotie T'Hooft poëzieprijs
- 2013 Zeeuwse boekenprijs accolade
- 2015 Lucy B. en C.W. van der Hoogtprijs

- Digitale Bibliotheek voor de Nederlandse Letteren: eijk026
- Gemeinsame Normdatei: 1046576399
- International Standard Name Identifier: 0000 0003 8776 5876
- Library of Congress Control Number: n2015018049
- Nationale Bibliotheek van Tsjechië: mub2017971051
- Nederlandse Thesaurus van Auteursnamen: 314133992
- Système universitaire de documentation: 250789256
- Virtual International Authority File: 280797156
- WorldCat: E39PBJyrPyg9c6BbqGBHmhFFrq